# ニジェール軍事クーデター (2010年)
2010年のニジェール軍事クーデター（2010ねんのニジェールぐんじクーデター）とは、2010年2月18日（現地時間）にニジェール共和国の首都ニアメで発生した軍事クーデター。 
独裁的傾向を強めていたとされるタンジャ・ママドゥ（ママドゥ・タンジャ）大統領に反対する国軍兵士たちが、アブドゥライェ・アダム・アルナ大佐（少佐との説もあり）の指揮の下、首都ニアメの大統領宮殿を襲撃・制圧し、ママドゥ大統領と閣僚を拘束した。この一連の動きにより、ママドゥ大統領は失脚し、ママドゥ政権に代わって新しく軍事政権が立てられた。2011年4月7日に大統領選挙による新政権が発足し、民政移管が果たされた。

## クーデターの背景

### ママドゥ大統領の政治的経歴

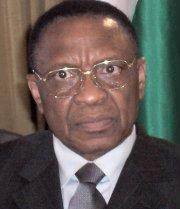
今回のクーデターで失脚したタンジャ・ママドゥ大統領

今回失脚したタンジャ・ママドゥ大統領は、クーデターが頻発し短期間で失脚する政治家が多いニジェールの中でも、最も長期間にわたって政権を維持してきた政治家である。ママドゥ自身も元々は軍の幹部であり、1974年のセイニ・クンチェ中佐（当時の陸軍参謀総長）を中心とするグループによる軍事クーデターに参加したことが、政界入りのきっかけである。ママドゥはその後、クンチェが主導する軍事政権「最高軍事評議会」の評議員を務めるなどで高位の官職を歴任し、1987年11月にクンチェが死亡した後も1989年の民政移管まで同評議会の評議員に留まった。1991年に退役した後は、軍事政権時代からの与党であるニジェール社会発展国民運動（MNSD，中道右派）の党首に就任した。しかしその後、1993年、1996年と2回にわたり大統領選に出馬するも落選、3度目の挑戦となった1999年の軍事クーデター後に実施された大統領選挙で当選を果たし、2010年に至るまで政権を維持していた。

### クーデターの原因
クーデターの原因とされているのは、ママドゥ大統領が2009年頃から次第に独裁色を強めていた点であるとされる。ママドゥは1999年12月より2期（1期あたりの任期は5年）にわたって大統領職を務めてきており、本来であればニジェール憲法（1999年7月に制定）に定められた3選禁止規定により、就任から10年目を迎える2009年12月をもって、その任期は一度終了するはずであった。
しかしながら、ママドゥは「ニジェール国民は、私が引き続き大統領職に留まるよう望んでいる」として、自身の任期を延長するために憲法改正を行うことを示唆し、2009年8月4日に新憲法制定に関する国民投票を実施すると発表した。ママドゥが任期延長を望んだ背景には、彼が引き続き大統領職に留まることによって様々な国家プロジェクトに携わり、経済的な利益・恩恵を享受したいという狙いがあったとされる。この新憲法では、現行憲法と比較して、大統領の3選禁止規定を廃止すること、これまで採用してきた半大統領制のシステムに代わり、2012年に完全な大統領制に移行すること、などが主要な改正点となっており、実質的にはママドゥの3選を可能にし、加えて大統領権限を強化する内容となっていた。
この動きに対して、立法府であるニジェール国民議会は野党勢力を中心にママドゥを「独裁者である」として反発、さらに司法府である憲法裁判所も立法府の反発に追随するような形で、上記の国民投票実施に関する決定を違法と判断した。この立法・司法両府からの反対に対して、ママドゥはまず議会を解散、続いて憲法裁判所についても新しい判事を任命する（違法判断を下した判事の実質的な解任）など、投票を強行する構えを見せた。結局、国民投票は予定通り8月4日に実施され、新憲法は賛成多数で採択された。この新憲法採択により、2012年の新憲法施行までの3年間、ママドゥは現行憲法のもとで引き続き「新憲法施行までの暫定政権を率いる大統領」という形で大統領の座に留まることが可能となり、さらに現行憲法に存在した3選禁止規定が新憲法で削除されたことにより、2012年以降も大統領職に留まり続ける可能性が出てきた。
このママドゥの独裁色を強める動きに対しては、ニジェール国内からのみならず欧米や西アフリカ諸国などからも非難の声が相次いだ。国内では、国民議会で与党のMNSDに続く第二勢力となっている ニジェール民主社会主義党（PNDS，17議席）を中心とする左派連合などの野党勢力を中心に非難の声が上がり、2009年10月20日に実施された国民議会選挙においては、PNDSを中心とする左派連合の大多数に加え、中道政党である議会第三勢力のニジェール民主社会会議（CDS，22議席）や少数政党のニジェール民主進歩同盟（ANDP，5議席）が選挙のボイコットを表明する事態に発展した。野党の第一会派と第二会派、議席数にして全113議席中のほぼ半数近くを占める勢力が選挙ボイコットを表明するという異常事態に対し、まずはニジェールも加盟する西アフリカ諸国経済共同体（ECOWAS）が選挙実施の3日前、10月17日にニジェール政府に対して選挙を延期するように求めたが、ニジェール政府はこのECOWASの要請を無視して予定通り選挙を実施、野党もボイコットを実行したために選挙結果は与党MNSDの圧勝（46議席から76議席に議席を大幅に増やした）に終わった。これを受けてECOWASでは、制裁措置として「ECOWASの権威を完全に軽視して選挙を強行したこと」「選挙結果（与党・社会発展国民運動の圧勝）は、政府機関による明白な介入のもとによって得られた不当なもので、憲法違反であること」の2点を理由に、10月20日付でニジェールの参加資格を一時的に停止する処分を発動した。また、一連のニジェール政府・ママドゥ政権の独裁的かつ国際社会の要請を無視した動きに対しては、 欧州連合（EU）が開発援助を停止する措置をとったほか、アメリカも制裁措置に踏み切るなど、欧米諸国も制裁措置に乗り出し、ニジェールは国際的な孤立を深めていた。
この国内外からの相次ぐ非難に対して、ママドゥ大統領は2009年12月21日からECOWASの仲介・主導のもと野党勢力との対話・交渉を開始した。しかし、この対話はママドゥ大統領側の強硬な姿勢もあってしばしば行き詰まり、ついにクーデターの前週には対話が停止されるなど、大統領側と野党側の対立は決定的なものとなった。これに関してはクーデターの4日前、2月14日にニアメ市内で開かれた野党勢力を中心とする反ママドゥ派の集会の中で、この集会に出席した野党連合、共和国民主勢力連合（CFDR）の幹部が「ECOWASの仲介・主導で行われた（ママドゥ大統領側と野党側の）対話の行き詰まりは、ママドゥ大統領側に責任がある。ママドゥ大統領の姿勢はこの国にとって危険だ。」と述べるなど、野党勢力との対話を進めようとしないママドゥ大統領の強硬姿勢を非難していた。なお、この反ママドゥ派の集会は1万人以上が参加する大規模なものとなり、警察も出動する事態（ただし、警察と参加者の間の衝突はなかった）となった。このことからニジェール国内では、ニアメ市内を中心に一般市民などの間でも反ママドゥの機運は徐々に高まっていたものと考えられる。

## クーデターの概要

### 大統領宮殿への襲撃・大統領らの拘束
クーデターの発端となったのは、反乱軍兵士たちによる大統領宮殿への襲撃である。報道によれば、現地時間2月18日の昼ごろ、首都ニアメ近郊の都市トンディビアの兵営に属する兵士たちの集団が、複数の武装車両に分乗してニアメ市内に入り、その後大統領宮殿に向かって銃撃を始めたとされる。この反乱軍による銃撃で、大統領宮殿の建物が損壊する被害が出た。またこの銃撃に対して、宮殿の防衛にあたっていた大統領警護隊が応戦し、反乱軍との間で銃撃戦となった。大統領宮殿付近での銃撃戦や爆発は、当初は散発的なものであったが、その後30分ほど断続的に続いたとされる。報道によれば、ニアメ市内各地でも戦闘によるものと思われる銃撃音や爆発音が聞かれたとされているほか、この戦闘で少なくとも兵士4人を含む10人が死亡したとされる。ちなみに、クーデター発生の報を受けてのフランス通信社（AFP）の取材に対してフランス政府高官は、「クーデターは現在も進行中だ。ママドゥ大統領は不利な状況にある。」と述べており、ママドゥ大統領は極めて形勢不利な状況にあったようである。
その後反乱軍兵士たちの集団は、大統領警護隊との銃撃戦の末に大統領宮殿を制圧した。当時、宮殿内ではママドゥ大統領と閣僚たちによる閣議が開催されており、大統領と閣僚たちは反乱軍によって拘束された。報道によると、ママドゥは軍の兵営に、閣僚たちはそれ以外の場所へ連行されたとされている。

### ニアメ市内の様子
ニアメ市内では、市民が屋内などに避難したため、戦闘開始後まもなく市の中心部を走る大通りから人通りが消えたという。また報道によれば、市内各地で兵士が警戒に当たっており、大きな混乱もなく、平静を保ったとのことである。一報で、クーデターの一報を受けて、フランス政府がニアメに在留するフランス人に対して屋外へ出ないように呼びかけるなど、諸外国も自国民の安全確保に努めることとなった。
また、ニジェール国内ではメディアにも動きがあり、国営ラジオ局のヴォワ・ドゥ・サヘルが戦闘開始後も放送を続けていたが、途中15分間にわたって放送を中断した。その後放送は再開されたものの、報道によれば、同局では通常の番組プログラムの放送を停止している模様で、ラジオでは軍歌などの音楽が流されていたようである。また、夕方にはニュース番組が放送されたが、クーデターのことについては一切触れられておらず、全て通常のニュース項目のみであった。

### 軍事政権の成立・声明発表
ニジェール国内では、メディアでも銃撃戦発生や大統領拘束については一切の報道がなされていなかった今回のクーデターであるが、2月18日の夜に軍事政権と見られる「民主主義復興最高評議会」（CSRD）という組織が国営テレビ を通じて声明を発表し、国民にクーデターの事実が知らされた。声明発表はCSRDに属するグコイェ・アブドゥル・カリム大佐によってなされ、カリム大佐の周囲を他の兵士たちが取り囲むような形の映像になっていた。カリム大佐は「我々の国を守り、そして国民を貧困と（独裁者の）嘘、汚職から守るための愛国的行為を、国内の意見、そして国際的な意見が支持している。」と述べ、現行憲法を停止することや国民議会などの政府機関を解散することを発表したほか、同時に国境の閉鎖と夜間外出禁止令を発令した。また、この声明の中には国民へ向けて「緊迫していた政治状況を終わらせることを決断した」というクーデターの趣旨説明や「民主主義の回復と良い統治を目指そう」という国民に平静と協力を呼びかけるCSRDからのメッセージも含まれている。しかしこの声明では、拘束されたママドゥや閣僚たちの現況を示す内容や、軍事政権が今後どの程度の期間権力を掌握するのかといった軍政から民政への移管に向けた将来像などの内容は含まれていなかった。
また、軍事政権の陣容についても徐々に明らかになり、軍事政権のトップには、クーデターで反乱軍部隊を指揮するなど中心的な役割を果たした人物の1人であるサル・ジボ（Salou Djibo）大佐が就任した。ジボは、首都のニアメやその近隣のドッソ州、ティラベリ州を含む第1軍管区の司令官であり、ニジェール共和国軍が所有する兵器の40%が彼の管理下にあるとされる。しかしながらクーデター発生当初、ジボは一般にはあまり知られていない無名の人物だと考えられていた。また、クーデターを主導したとされるアルナ大佐もまた決して有名な人物ではないようで、情報量は少なく、ECOWAS内での軍事オペレーションに参加するニジェール軍の即応部隊司令官を務めていた、との軍事関連筋からの情報があるぐらいである。ジボ以外の軍事政権に参加した軍人の中には、1999年に発生した軍事クーデター（大統領警護隊がニアメの空港でイブライム・バレ・マイナサラ大統領を銃殺した事件。）に参加していた者も複数いるようで、例えばジブリル・ハミドゥ（Djibril Hamidou）大佐は、99年の軍事クーデターの際には軍事政権の報道官を務めていた経験を持ち、同年の大統領選挙で、今回のクーデターで失脚したママドゥ大統領当選への道筋を作った立役者の1人とも言える人物である。このような事情もあり、いくつかの方面からは、今回のクーデターは1999年のクーデター時と同様に、軍政はあくまでも自由・公正な選挙の実施を主要な役割とするもので、あまり長期間のものにはならないという見方も出された。実際、約1年後の翌年3月には大統領選挙が実施され、4月には民政復帰を果たしている。

## その後のニジェール国内の状況

### 市民生活の状況
ロイター通信の報道によれば、クーデターから1日経った2月19日時点で、ニアメ市内では引き続き目立った混乱はなかった。ロイターの報道では、ニアメ市内には「武力衝突収束への安堵」と「変革への希望」がある、とされており、市民が武力衝突の収束に安堵すると同時に、前年2009年に起きた一連の政治的問題やそれに伴って生じた国際的な孤立状態の改善を望んでいる様子を伝えている。また、AFP通信の報道によれば、ニアメ市内ではクーデターを歓迎する数千人の市民が軍の兵舎の周囲に集まり、「軍万歳」などと叫びながら軍事政権への支持を示したほか、西部の都市ドッソでも同様に市民数百人が集まったという。また、21日にも軍事政権を支持するデモが行われ、これにも数千人規模の市民が参加した。
一方、大統領と閣僚たちが拘束され、トップを失う形となった政府機関でも、日常業務については混乱なく平常通り執り行われており、中央官庁では次官の指揮の下で業務が行われていたという。また、前日夜に発令された国境の閉鎖については、終夜にわたって続けられたものの、19日には閉鎖が解かれた。

### 野党勢力の動き
ママドゥ前大統領に反対していた野党勢力は、クーデターを歓迎する姿勢を見せるなど、クーデターに対して概ね肯定的なスタンスを取っている。また、クーデターによるママドゥ政権崩壊を受けて、野党勢力は民主主義再建へ向けての決起集会を開くなど、様々な形で活動を活発化させた。
これに関連して、ママドゥ大統領に反対してきた野党連合・共和国民主勢力連合（CFDR）はクーデター直後に発表した声明の中で、新憲法の制定と自由公正かつ透明な選挙の実施について軍事政権側と協議をする用意があることを明らかにし、軍事政権側に協議を呼びかけた。また、CFDRは2月20日にニアメで1万人を超える規模の集会を開き、その中で軍事政権がママドゥ政権を打倒したことに感謝の意を表明すると共に、今回のクーデターを民主主義再建の機会と見なしていること、（市民・野党勢力が）軍と連帯していくことなどを表明した。

#### ママドゥ政権幹部などの消息について
特に、拘束されたママドゥ前大統領と閣僚たち、またママドゥの家族などの消息についてはあまり明らかにされていなかった。このうち、ママドゥ前大統領の消息に関しては、18日夜のテレビ声明にも登場したグコイェ・カリム大佐がBBCの取材に応じ、「我々は、ママドゥ氏が我々の先輩（兵士）であるというよしみから、彼の身柄を現在保護している。」と述べ、ママドゥの身の安全や健康を保証するという趣旨のことを述べているほか、軍事政権もママドゥ大統領がニアメ市内の軍の施設で拘束されていることを確認した、と公式に発表した。また2月21日には、軍事政権側の代表者が国連、アフリカ連合（AU）、ECOWASの3機関が派遣した代表者との四者協議の後で記者団に対し、「ママドゥ前大統領はニアメの大統領宮殿で拘束されている。」と述べたうえで、赤十字社がママドゥと連絡を取ることを許可されていることを明らかにしている。
またカリム大佐は、前述のBBCの取材の中で閣僚たちの消息についても言及し、ママドゥ大統領と共に拘束された閣僚たちの大半は既に釈放されたと述べたうえで、引き続き3人の閣僚が拘束下にあることを明らかにした。しかし、カリムはこの3人の閣僚たちについても「数日中には釈放されるだろう。」と述べていることから、この3人の閣僚たちも速やかに解放される見通しである。軍事政権幹部によれば、この3人の閣僚とはアリー・バジョ・ガマティエ（Ali Badjo Gamatié）首相と、アルバーデ・アブーバ（Albadé Abouba）内相（MNSD書記長を兼務）、アリー・ラミーヌ・ゼヌ（Ali Mahamane Lamine Zeine）財務相であるという。

#### 民政復帰へ向けての準備に関して
ママドゥ前大統領らの消息と共に、今後の民政復帰に向けた具体的な計画などについても、軍事政権側からはあまり詳細な発表はなされていない。ロイター通信の報道によれば、CSRDの議長に就任したサル・ジボ大佐は記者会見を行ったものの、CSRDの目的・意図や今後の選挙予定など民政移管へ向けての事柄については明言せず、「我々は現在スタート位置に立っている状況だ。我々はこれから諮問機関を設立する用意がある。」などと述べるに留まっている。この点について、20日に隣国であるマリの首都バマコで開催された西アフリカ諸国首脳会議に出席した軍事政権のメンバー、ジブリラ・ヒマ（Djibrilla Hima）大佐は「選挙は事態が収束し、（選挙を行うに）ふさわしい環境が整った時点で実施されるだろう。」と述べた。またヒマ大佐は、「我々は1999年（のクーデターの時）にも同じような状況を経験している。その時我々は権力を（民主的な政府に）委譲し、10年間にわたって（クーデターを起こすことなく）安定を維持してきた。今回も1999年のクーデターの時と同様に（民政復帰を）進めていくつもりだ。」とも述べている。
具体的な民政復帰への動きとしては、軍事政権の指導部が2月21日、国連のサイード・ジニット（Said Djinnit）代表（国際連合事務総長特別代表・国連西アフリカ事務所（UNOWA）代表）、アフリカ連合（AU）のラマタネ・ラマムラ代表（AU平和・安全保障理事会議長）、ECOWASのモハメド・イブン・チャンバス代表（ECOWAS議長）の3人と協議を行っている。この協議の後、チャンバスECOWAS議長が記者団の取材に対し「短期間での民政復帰が望ましい。」と述べたうえで、軍事政権側が今後、民政復帰に向けたプロセスの一環として野党勢力などの政党や民間人も交えた対話を行い、民政復帰への具体的なスケジュールについても対話の中で決定していく方針を示したことを明らかにしている。

### 半大統領制の維持
ママドゥの3選を可能としクーデターの遠因ともなっていた2009年採択・2012年施行予定だった新憲法については、軍事政権により半大統領制を維持する憲法案が改めて採択され、2010年11月の国民投票で可決された。このため民政復帰後も半大統領制が維持されることとなった。

## 民政移管
2010年2月23日にマハマドゥ・ダンダを首相とする暫定政権が発足。10月に新憲法案が国民投票で9割以上の賛成を得て承認され、2011年3月12日に大統領選挙が行われることが決定。ニジェール民主社会主義党議長のマハマドゥ・イスフが当選し4月7日に就任宣誓を行い、民政移管が果たされた。

## 諸外国からの反応
ニジェールは世界第3位のウラン産出国であるため、今回のクーデターによる政治的混乱は、資源面などで世界各国に少なからず影響を与える可能性がある。今回のクーデターに対しては、国連などの国際機関や、旧宗主国であるフランスなど世界各国からも様々な反応がなされている。全体的には、クーデターを非難する声明が多く寄せられている。

### 国際機関からの反応

#### 国連
国連の岡部万里江次席報道官は、クーデターの翌日19日にニューヨークで取材に対し、潘基文事務総長の「私はクーデターのような憲法を逸脱した手段による政権交代にも、（ママドゥ大統領の行った）憲法を逸脱した手段による権力維持にも同意できない。」として、ママドゥ前大統領の強権的姿勢とクーデターという非合法的手段の双方を非難する声明を発表した。

#### アフリカ連合（AU）
アフリカ連合（AU）のジャン・ピンAU委員会委員長はクーデターを非難し、ニジェール国内の情勢について懸念を示す声明を発表した。このピン委員長の声明とは別に、AUは19日に開催された平和安全保障理事会の会合において「暴力による権力の奪取は容認できない」としてニジェールの加盟資格を停止する処分を決定し、ママドゥ大統領の任期の延長を認めた前年8月の国民投票前に施行されていた憲法に復帰するよう軍事政権に求めた。これに関連して、この会合で議長を務めたムル・カテンデ平和安全保障理事会理事（AUウガンダ政府代表部大使）は会見の中で、「AUはクーデターを非難し、クーデターに対する制裁措置としてニジェールの加盟資格停止を発表する。」と述べ、クーデターを非難し、ニジェール国民が新大統領を選ぶ選挙が実施されるまでは制裁措置を継続する方針を示した。また、カテンデは同時に「我々は、彼ら（ニジェール政府と国民）が憲法秩序を回復するための支援を推進・継続していく方針である。」と述べ、ニジェールの加盟資格を停止するものの、軍事政権に対して早期に憲法秩序を回復し、民政に復帰するための支援を行っていく方針であることを明らかにした。

#### 欧州連合（EU）
欧州連合（EU）もキャサリン・アシュトン外務安全保障上級代表がクーデターを非難する声明を発表するなど、クーデターに対する批判を強めている。

### 各国の反応

#### 欧米諸国
アメリカ国務省のフィリップ・クローリー報道官は、今回のクーデターの原因を作った責任はママドゥ自身にある、という趣旨のコメントをし、ママドゥ前大統領の強権的な姿勢を批判したうえで、「難しい状況だ。アメリカ当局にもクーデターに関する正確な情報はまだ少数しか入っていない。ニジェールは選挙を行い、新しい政府を組織することが必要だ。」と述べ、速やかな民主主義政府への復帰を求めた。これに関連して、フランスの外交官はAFPBBの取材に対し「大統領警護隊のメンバーもクーデターに加担した」と指摘しており、ママドゥ政権の内部・中枢部にも反ママドゥの動きや流れが広がっていたとの見方もある。実際、現職の政府高官ではないものの、かつてマイナサラ政権末期に情報担当大臣（情報相）を務めた経験を持つマリアマ・ガマティエは、IRINの取材に対してニジェールの深刻な窮状、特に飢餓問題の深刻さを訴えたうえで、「我々はもう（ママドゥ大統領の）エゴに従う余裕などない。」とママドゥを批判する趣旨のことを述べている。
また、上記のAFPBBの報道とは別にフランス外務省のベルナール・ヴァレロ報道官は「フランスは、（クーデターという）憲法を無視した手段による権力の行使が行われたことを非難する。」という声明を発表し、クーデターを非難した。またフランスは軍事政権に対し、数ヶ月以内に選挙を実施するように求めている。

#### アフリカ諸国
セネガルのアブドゥライ・ワッド大統領は18日夜に声明を発表し、同国のマディケ・ニョン（ニャン）外相を特使として派遣する方針を明らかにした。また、リビアの最高指導者ムアンマル・アル＝カッザーフィー大佐も、ママドゥ大統領と家族の安全の保障を軍事政権に求める名目で、2月20日に特使を派遣した。